# Angren Jincuo
Angren Jincuo (kinesiska: 昂仁金错) är en sjö i Kina. Den ligger i den autonoma regionen Tibet, i den sydvästra delen av landet, omkring 390 kilometer väster om regionhuvudstaden Lhasa. Trakten runt Angren Jincuo består i huvudsak av gräsmarker.
Genomsnittlig årsnederbörd är 581 millimeter. Den regnigaste månaden är juli, med i genomsnitt 199 mm nederbörd, och den torraste är mars, med 1 mm nederbörd.